# Jędrzejów
Jędrzejów là một thị trấn thuộc huyện Jędrzejowski, tỉnh Świętokrzyskie ở trung tâm Ba Lan. Thị trấn có diện tích 11 km². Đến ngày 1 tháng 1 năm 2011, dân số của thị trấn là 16139 người và mật độ 1419 người/km².